# Тэнэтарь
Тэнэтарь (рум. Tănătari) — село в Каушанском районе Молдавии. Относится к сёлам, не образующим коммуну.

## География
Село расположено на высоте 91 метр над уровнем моря.

## Население
По данным переписи населения 2004 года, в селе Тэнэтарь проживает 2868 человек (1392 мужчины, 1476 женщин).
Этнический состав села:
| Национальность | Число жителей | Процентный состав |
| -------------- | ------------- | ----------------- |
| молдаване      | 2598          | 90,59             |
| румыны         | 248           | 8,65              |
| русские        | 10            | 0,35              |
| украинцы       | 6             | 0,21              |
| гагаузы        | 2             | 0,07              |
| цыгане         | 1             | 0,03              |
| болгары        | 1             | 0,03              |
| прочие         | 2             | 0,07              |
| Всего          | 2868          | 100 %             |

## Известные уроженцы
- Ерхан, Пантелеймон Васильевич (1884—1971) — молдавский и румынский политик[9].